# Fact (magazine)
Pour les articles homonymes, voir Fact.
Fact, souvent stylisé FΛCT, est un magazine musical britannique lancé en 2003. S'adressant plus particulièrement à la youth culture aux États-Unis et au Royaume-Uni, il couvre des genres musicaux divers, notamment la musique électronique et ses dérivés (IDM, house, techno, drum and bass, etc.), mais aussi la pop et le hip-hop.

## Histoire
Fact paraît d'abord comme un bimensuel gratuit sur papier, avant d'être publié en version numérique à partir de 2007. Il se fait connaître pour sa série Against The Clock, qui montre des artistes créant un morceau en 10 minutes. Le magazine possède des bureaux à Londres, Los Angeles et New York. Il appartient au groupe The Vinyl Factory (en).
La version sur papier, qui s'était arrêtée en 2008, reprend en 2020 sous la forme d’une publication semestrielle.

## Distinctions
Fact est nommé « site web musical de l'année » par le magazine The New Yorker en 2007.